# 方向 (中将)
方向（1957年10月—），浙江淳安人，中国人民解放军中将，中共第十九届中央候补委员。

## 生平
2010年任中国人民解放军总政治部办公厅副秘书长，2013年任中国人民解放军总政治部组织部部长，2015年7月任中国人民武装警察部队政治部主任。2015年12月31日，任新成立的中国人民解放军火箭军政治工作部主任。2017年6月，担任中国人民解放军军事科学院政委。
2010年，晋升中国人民解放军少将军衔。2016年8月，晋升中国人民解放军中将军衔。